# Fermín Bohórquez (ganadería)
La ganadería de Fermín Bohórquez es una ganadería brava española, fundada en torno al año 1940 por Juan Manuel Urquijo, aunque la inscribió a nombre de Luis Vallejo Alba, administrador suyo. Las reses pastan en la actualidad en tres fincas de la provincia de Cádiz: “Fuente Rey”, en el término de Jerez de la Frontera y donde está la camada principal; “Fraja” y “Casa Blanca”, ambas en Arcos de la Frontera. La ganadería se encuentra inscrita en la Unión de Criadores de Toros de Lidia.

## Historia de la ganadería
En 1940 Juan Manuel Urquijo formó una ganadería con reses de su esposa Carmen de Federico, puro Murube, que puso a nombre de su administrador Luis Vallejo Alba, con la intención de traspasarla a su hija Carmen que era viuda de Tomás Murube. Pero en 1946 la compró el jerezano Fermín Bohórquez Gómez, gran aficionado y casado con Soledad Escribano, que era sobrina de Tomasa Escribano viuda de Joaquín Murube, iniciadora del encaste.
La ganadería de Fermín Bohórquez tuvo gran éxito en los años cincuenta y sesenta, siendo habitual su inclusión en Madrid y otras plazas de importancia. En los setenta, como en todas las del Encaste, comienza la decadencia y sus toros aumentan en detrimento de sus cualidades naturales. En 1974 muere el fundador y le sucede su hijo Fermín Bohórquez Escribano (fallecido en 2016), reconocido rejoneador, que poco a poco orienta la ganadería hacia festejos de rejones en los que es un referente en la actualidad. La dirige en la actualidad su hijo Fermín Bohórquez Domecq, también rejoneador.

### Toros célebres
- Noblecito: indultado por Pablo Hermoso de Mendoza en Nimes el 20 de septiembre de 2015.[6][7][8]
- Templado: herrado con el n.º 120, indultado por Finito de Córdoba en Casas Ibáñez el 28 de agosto de 2019.[9][10][11]
- Oportuno: indultado por Ignacio Candelas en el Circuito de Novilladas de Andalucía en Marbella el 29 de marzo de 2025.[12]

## Características
La ganadería está formada por toros de procedencia Murube-Urquijo. Atienden en sus características zootécnicas las que recoge como propias el Ministerio del Interior:
- Toros con gran volumen corporal, con cabeza grande, carifoscos, destacando perfil cefálico subconvexo o recto, con hocico chato y ancho. Son anchos y profundos de tórax, bien enmorrillados, la papada alcanza bastante desarrollo, son badanudos y de mucho hueso, con borlón de la cola abundante.[14]
- Predominan las encornaduras brochas o en corona, de desarrollo medio, de coloración blanquecina o negruzca.[15]
- Los ejemplares son generalmente de pinta negra y excepcionalmente pueden darse algunos castaños y tostados. Los accidentales son bastante limitados, fundamentalmente el bragado, meano, listón y, a veces, chorreado.